# Czternasty u stołu
Czternasty u stołu (cz. Čtrnáctý u stolu) – czeski film czarno-biały w reżyserii Oldřicha Novego i Antonína Zelenki. Komedia kryminalna zrealizowana w 1943 w Protektoracie Czech i Moraw. 

## Obsada
- Karel Höger jako Pavel Čtrnáctý alias Hubert Malina
- Ludvík Veverka jako Jan Bartoš
- Helena Friedlová jako Julie, żona Bartoša
- Dagmar Frýbortová jako Ema, córka Bartoša
- Vladimír Majer jako dr Viktorin
- Karel Dostal jako Karel Bersecký
- Růžena Šlemrová jako żona Berseckiego
- Libuše Zemková jako Lydie, córka Berseckiego
- Raoul Schránil jako hrabia Alexy
- Jiřina Petrovická jako Bibi
- Ella Nollová jako babcia Hedvika
- Zvonimir Rogoz jako Rudolf Linhart
- Jarmila Švabíková jako Eli, żona Linharta
- František Filipovský jako Kilián Vaverka
- Nelly Gaierová jako Holá
- Jiří Vondrovič jako sekretarz Kamenec
- Anna Gabrielová jako Monika
- Anna Steimarová jako Betty
- Antonín Zacpal jako gość u Bartoša
- Hermína Vojtová jako gość u Bartoša
- Alois Peterka jako dr Malina
- Miloš Šubrt jako Filip
- Antonín Kandert jako detektyw
- Jaroslav Orlický jako członek klubu „Ślad”